# Termocarst

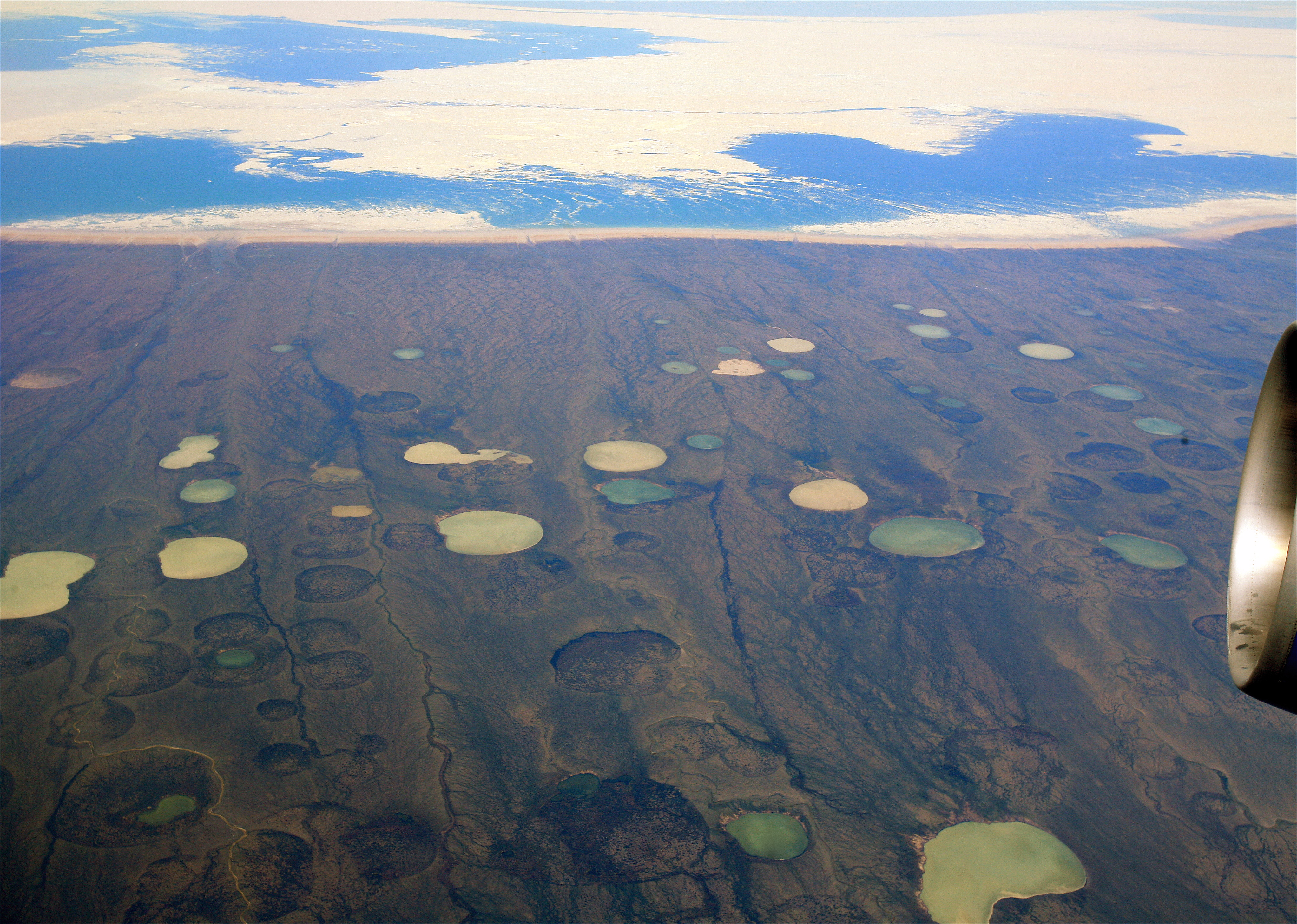
Lacuri în permafrostul dezghețat la Golful Hudson, Canada, în 2008.

Termocarstul este un tip de relief caracterizat prin suprafețe foarte neregulate, cu adâncituri mlăștinoase și mici ridicături formate la topirea permafrostului. Acest tip de suprafață terestră apare în zonele arctice și la o scară mai mică în zonele muntoase precum Himalaya și Alpii elvețieni.
Aceste suprafețe cu gropi seamănă cu grupurile de lacuri mici, formate prin dizolvarea calcarului în unele zone carstice, așa că au ajuns să aibă „carst” atașat numelui lor, deși nu au de a face cu calcarul. Dâmburile mici, care se formează la suprafață din cauza înghețului la începutul iernii, sunt doar caracteristici temporare. Ele se prăbușesc în timpul dezghețului de vara următoare, lăsând o mică adâncitură la suprafață. Unele lentile de gheață cresc și formează ridicături mai mari ("pingo"), care pot dura mulți ani și uneori devin acoperite cu ierburi și rogoz, până când încep să se dezghețe. Aceste suprafețe în formă de cupolă se prăbușesc în cele din urmă – fie anual, fie după perioade mai lungi – și formează depresiuni care devin parte din terenurile denivelate, fiind incluse în categoria generală de termocarst.
Formarea lacurilor, ca urmare a dezghețului permafrostului din cauza încălzirii climei este o buclă de feedback pozitiv, deoarece metanul, protoxidul de azot și dioxidul de carbon sunt eliberate la dezghețarea permafrostului, contribuind la încălzirea în continuare a climei. Craterul Batagaika din Siberia este un exemplu de mare depresiune termocarstică.

## Lacuri termocarstice
Un lac termocarstic se referă la un corp de apă dulce, de obicei puțin adânc, care se formează într-o depresiune formată prin dezghețarea permafrostului cu un conținut înalt de gheață.  Un indicator-cheie al lacurilor termocarstice este apariția excesului de gheață în sol, precum și un conținut de gheață mai mare de 30% din volum. Lacurile termocarstice tind să se formeze și să dispară într-o manieră ciclică, rezultând un ciclu de viață previzibil (vezi „ciclul de viață” de mai jos). Dezghețarea continuă a substratului de permafrost poate duce la drenarea și eventuala dispariție a lacurilor termocarstice, acestea fiind astfel un fenomen geomorfologic temporar, apărut ca răspuns la încălzirea climei. 
Aceste lacuri se găsesc de obicei în zonele joase arctice și subarctice, inclusiv în vestul Arcticii canadiene (de ex. Insula Banks, insula Victoria), câmpia de coastă din Alaska, interiorul Teritoriului Yukon și zonele joase aluviale din nordul Eurasiei. Prezența lacurilor termocarstice într-o regiune are ca rezultat perturbarea termică, pe măsură ce apa încălzește solul.
Adâncimea permafrostului de sub un lac va fi în general mai mică, iar dacă lacul este de adâncime suficientă, este prezent un talik. Morfologia generală (formă, adâncime, circumferință) este variabilă, unele lacuri termocarstice fiind orientate, adică alungite într-o direcție specifică. Deși mecanismul lor de formare nu a fost dovedit definitiv, se crede că este legat de vânturile sau furtunile dominante. Perturbarea (de orice fel) duce la încălzirea generală și la topirea gheții din sol, după care are loc o tasare a suprafeței, permițând infiltrarea apei, fie de la suprafață, fie a gheții topite din sol. 

## Ciclul de viață al lacului

### Inițiere
Un lac termocarstic începe cu degradarea permafrostului cu un conținut înalt de gheață. Începutul natural al lacurilor termocarstice poate fi diferențiat în două procese separate; în dependență dacă are loc în permafrost, continuu sau discontinuu. În permafrost continuu, apa se acumulează atunci când sunt prezente vine de gheață și pământ poligonal. În permafrost discontinuu, este atunci când dezghețarea are loc în palsas (nuclee de turbă înghețată) sau în lithalsas (movile cu nucleu mineral). Degradarea permafrostului este de obicei legată de o perturbare a suprafeței, fie naturală, fie artificială, în combinație cu factori specifici locului, cum ar fi conținutul de gheață din permafrost, temperatura solului etc. 

### Dezvoltare/extindere
Dezvoltarea lacurilor termocarstice tinde să fie lentă la început, dar, odată ce temperatura medie a fundului lacului depășește 0 °C, lacul încetează să mai înghețe până la fund și topirea devine continuă. Lacul crește în timp ce gheața se topește, ceea ce poate duce la prăbușirea țărmurilor sau scufundarea vegetației, motiv pentru care lacurile termocarstice din pădurea boreală tind să fie înconjurate de „copaci beți”. Trebuie precizat că, în cadrul regimurilor Yedoma, apar „copacii beți” (cunoscuți și cu denumirea de păduri bete). Această caracteristică nu este prezentă în toate regiunile termocarstice. La extinderea în această etapă, lacurile termocarstice capătă adesea o formă alungită. 
Dacă se formează lacuri într-o zonă de permafrost cu multă gheață, poate avea loc fuzionarea unor lacuri mai mici, producând un corp de apă mai mare, sporind perturbarea termică. Dezvoltarea poate fi facilitată în continuare de eroziunea laterală a malurilor. În plus, abraziunea termică a malurilor lacului termocarstic poate spori dimensiunile lacului, precum și subsidența fundului său. 
Morfologia orientată a lacurilor poate duce la forme eliptice, ovulare, triunghiulare, dreptunghiulare, în formă de scoică sau în formă de D, și apare de obicei pe terenuri cu sedimente nisipoase. Discuțiile polemice, referitoare la dezvoltarea formelor lacurilor, sunt obișnuite în întreaga literatură despre orientarea și morfologia lacurilor termocarstice. Cu toate acestea, există, în mod clar, o multitudine de factori în afară de mișcarea vântului, care contribuie la forma lacurilor.

### Secare
Înainte de secarea completă, malurile lacului se retrag prin topire regresivă. Secarea propriu-zisă poate fi declanșată de eroziunea fluvială sau extinderea bazinelor adiacente. În zonele de coastă, secarea se poate datora retragerii coastei, care duce la abraziune termică sau eroziune din cauza acțiunii valurilor. Secarea mai graduală (parțială sau completă) poate fi cauzată de degradarea și eroziunea locală a permafrostului. Lacurile încetează să mai crească odată ce a pornit secarea și, în cele din urmă, depresiunile sunt umplute cu sedimente, plante acvatice sau turbă. O altă posibilitate este ca stratul activ din jurul lacului să se adâncească până sub nivelul apelor freatice, când gheața din sol este epuizată, rămânând un lac rezidual. 

## Galerie

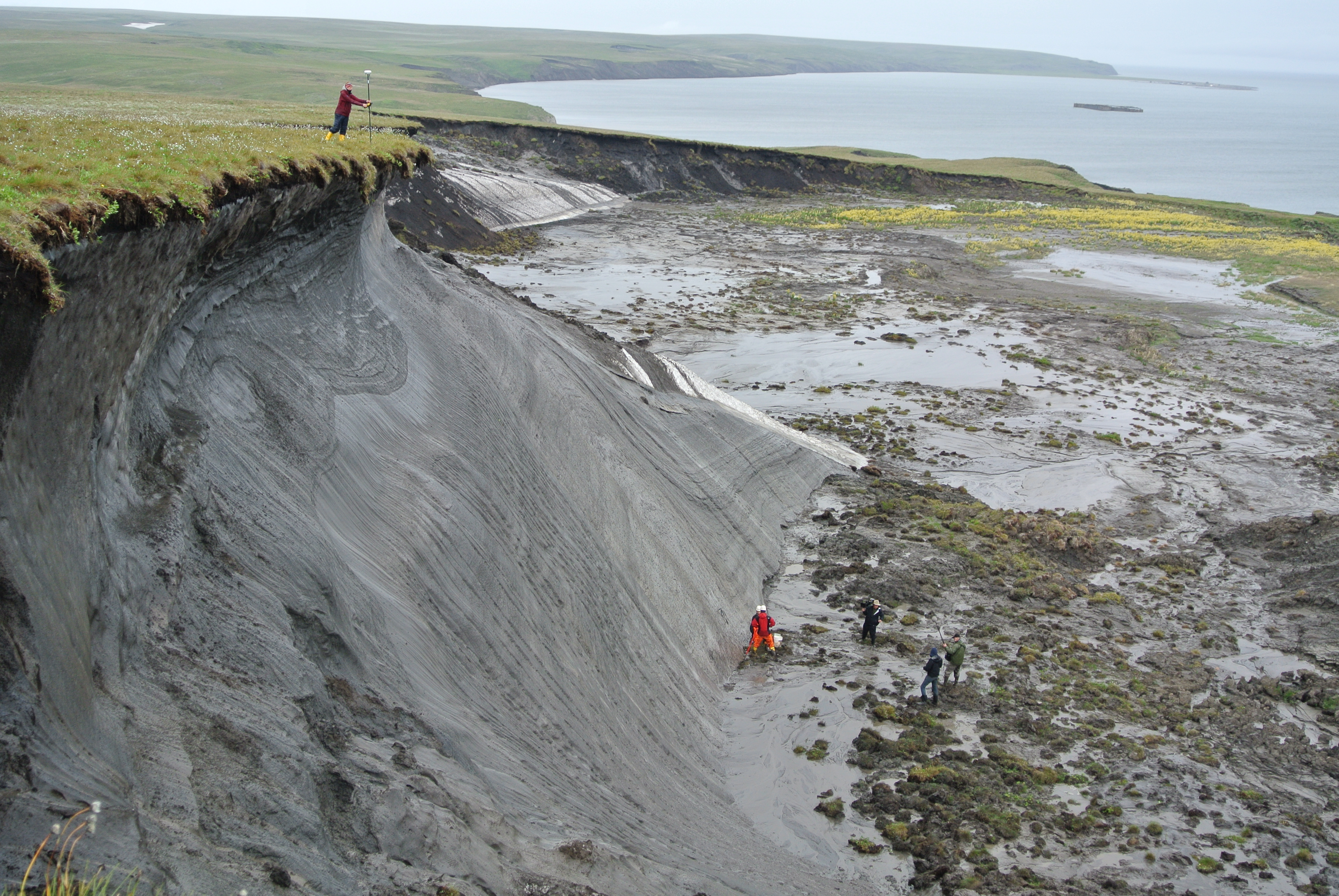
Topirea permafrostului pe insula Herschel, Canada, 2013
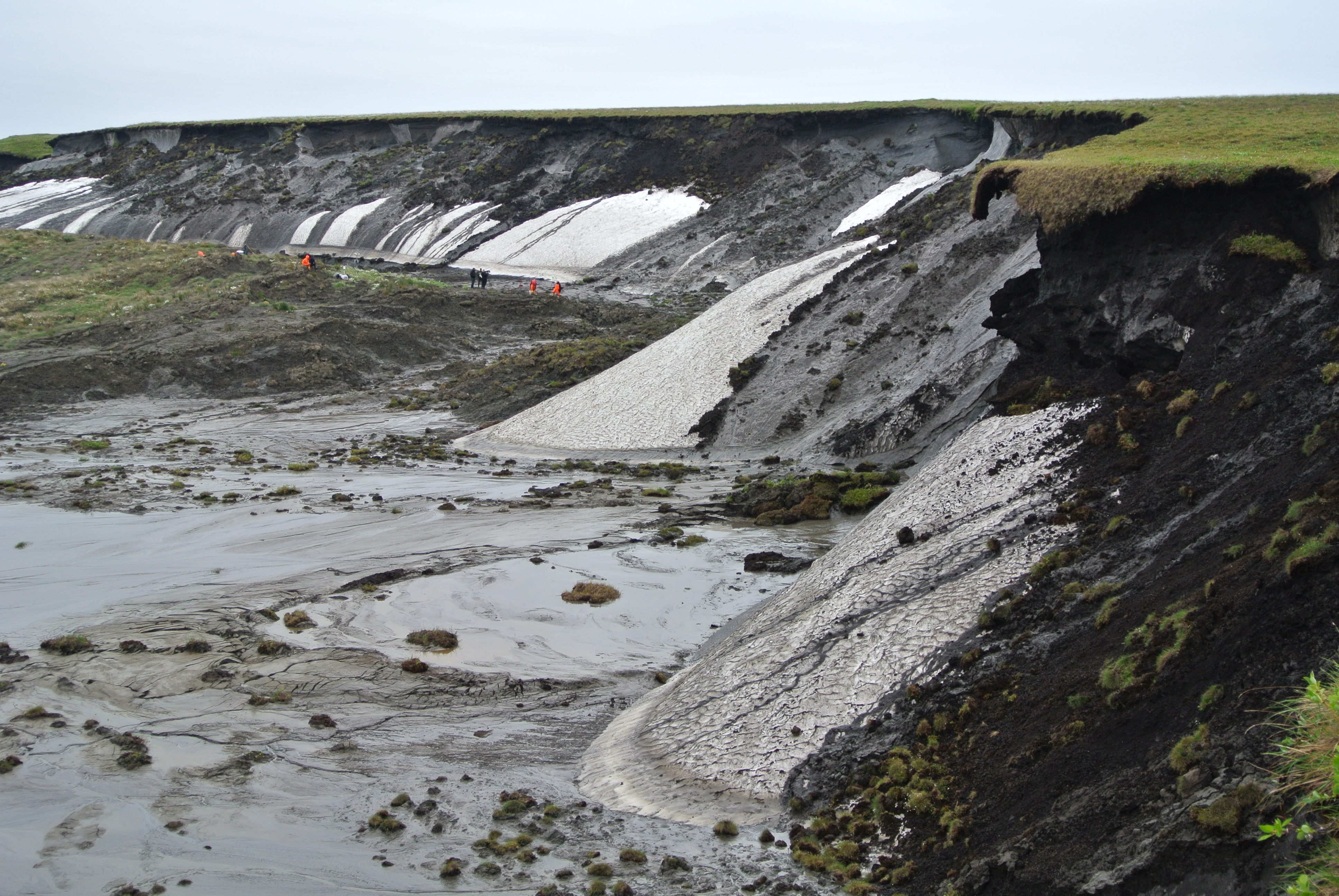
Topirea permafrostului pe insula Herschel, Canada, 2013
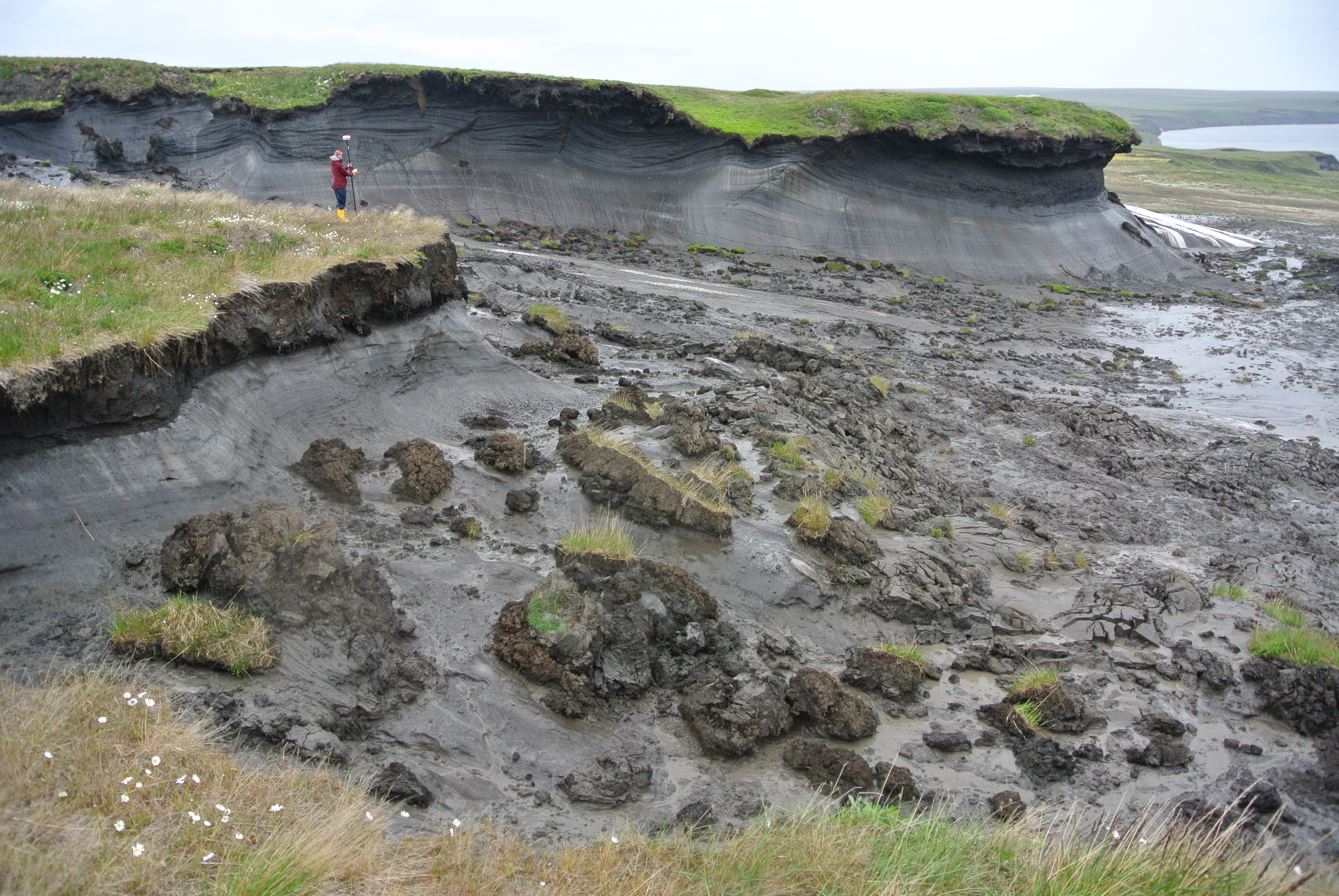
Topirea permafrostului pe insula Herschel, Canada, 2013
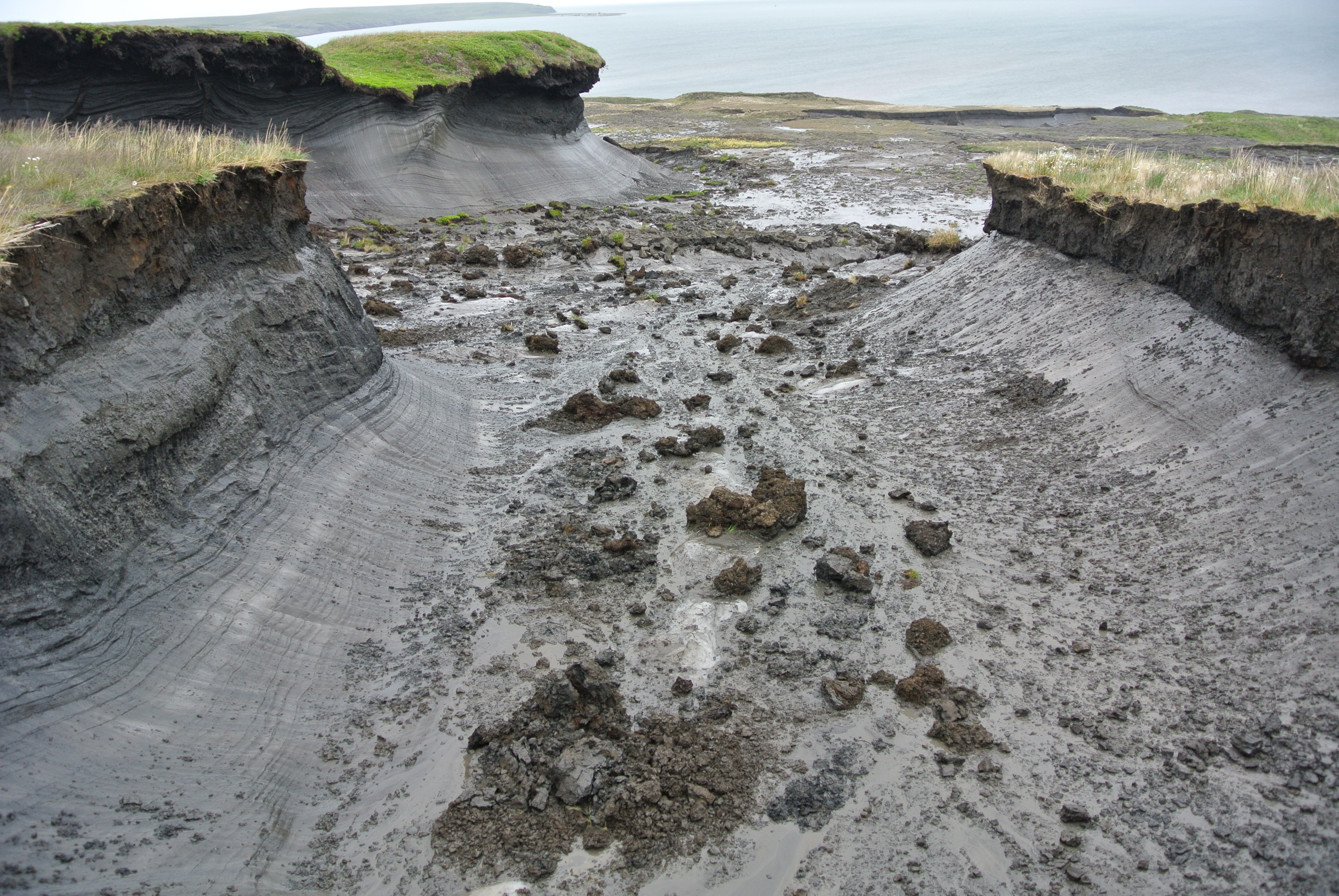
Topirea permafrostului pe insula Herschel, Canada, 2013
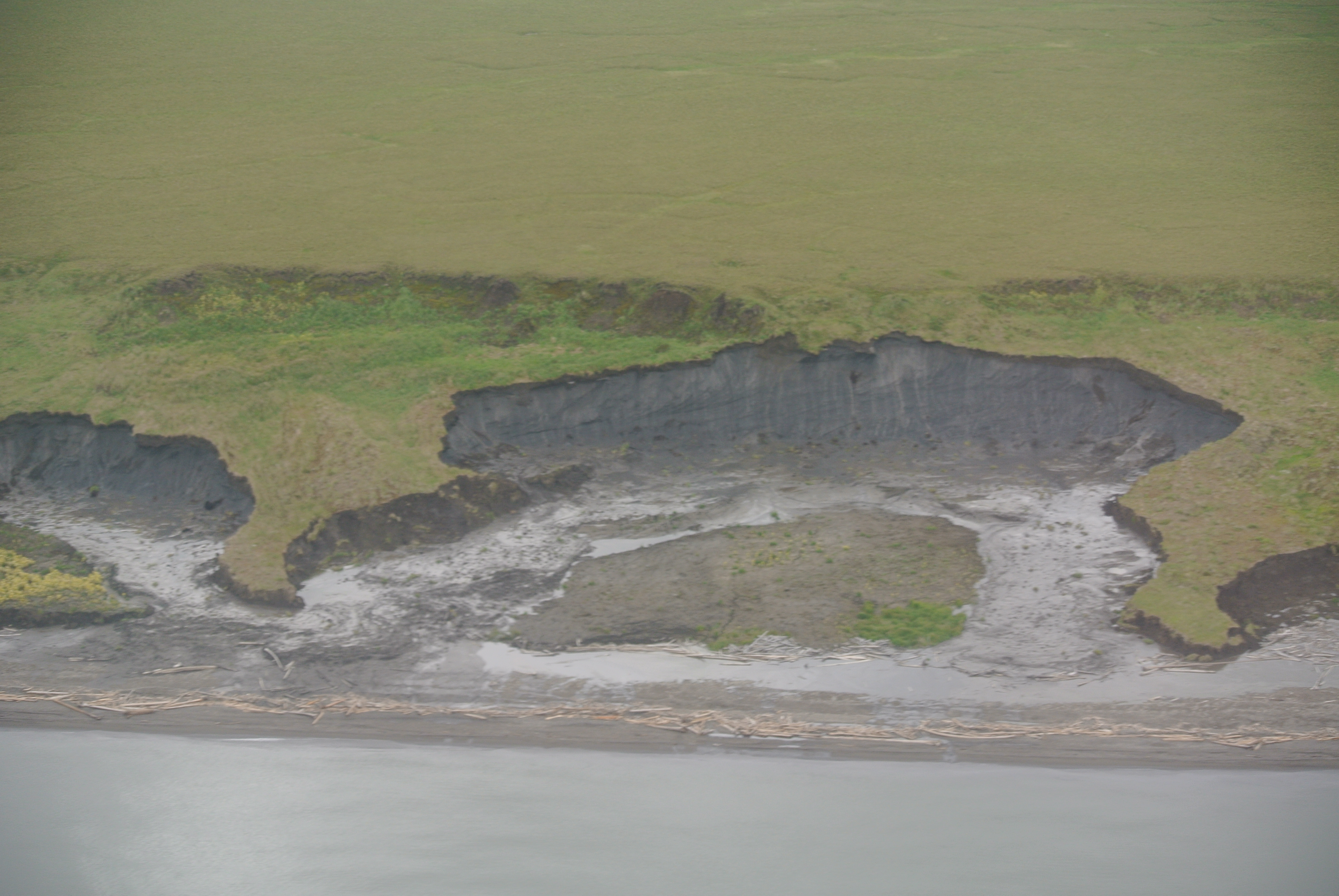
Topirea permafrostului pe insula Herschel, Canada, 2013
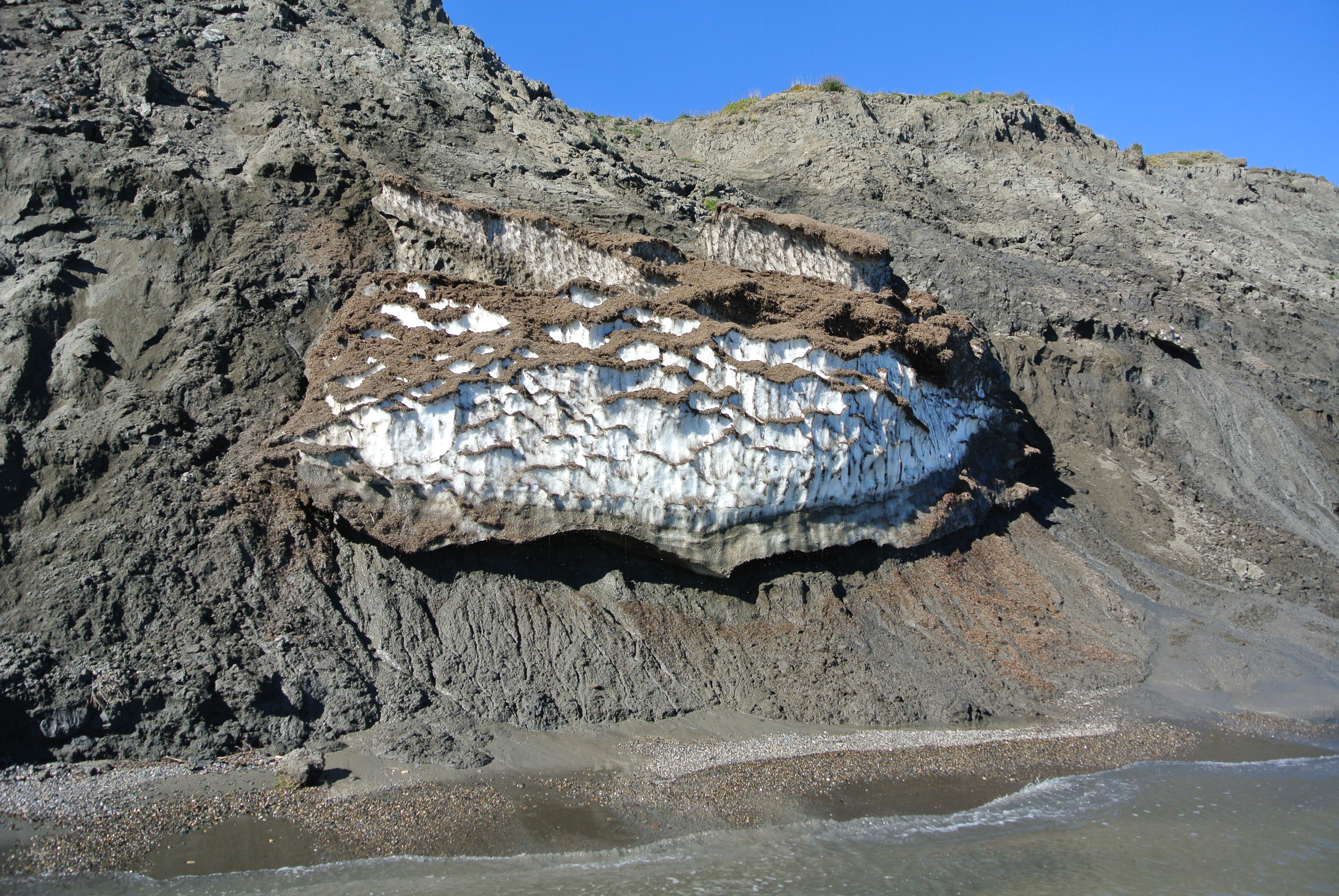
Permafrost și gheață pe insula Herschel, Canada, 2012

Vezi mai multe fotografii la Wikimedia Commons - Thermokarst .